# Jeziorzany
Jeziorzany è un comune rurale polacco del distretto di Lubartów, nel voivodato di Lublino.
Ricopre una superficie di 66,63 km² e nel 2006 contava 2 896 abitanti.